# Lucia la terribile
Lucia la terribile (nell'originale ceco: "Lucie, postrach ulice") è una serie televisiva cecoslovacca-tedesca del 1980 composta da 6 episodi. Il libro della serie è stato scritto da Jindřich Polák e Ota Hofman e diretto da Jindřich Polák.

## Trama
Lucia, una bambina di 6 anni, è annoiata e non vuole giocare a casa da sola. Decide così di unirsi alla banda di Osvaldo.
Per farsi accettare però dovrà superare varie prove di coraggio, tra cui arrampicarsi sul tetto di una fabbrica e rubare in un grande magazzino.
Proprio in quest'ultima prova succederà l'imprevisto, Lucia ruberà una scatola di plastilina che si trasformerà improvvisamente in due pupazzi viventi, uno grande di color arancione e uno piccolo di colore verde.

## Episodi
| Nº | Titolo originale                    | Titolo italiano             | Prima TV originale | Prima TV italiana |
| -- | ----------------------------------- | --------------------------- | ------------------ | ----------------- |
| 1  | Luzie will nicht allein sein        | Lucia non vuole restar sola | 12 ottobre 1980    |                   |
| 2  | Luzie und Friedrich & Friedrich     | Federico e Federico         | 19 ottobre 1980    |                   |
| 3  | Luzie und die schönen Zahnschmerzen | Il piacevole mal di denti   | 26 ottobre 1980    |                   |
| 4  | Luzie geht durch die Stadt          |                             | 2 novembre 1980    |                   |
| 5  | Luzie und der Sommerschnee          | La neve d'estate            | 9 novembre 1980    |                   |
| 6  | Luzie kommt zur Schule              | Di nuovo a scuola           | 16 novembre 1980   |                   |